# دشتچی
دشتچی (پاریس کوچولوی ایران)، روستایی از توابع بخش مرکزی شهرستان فلاورجان در استان اصفهان ایران است.

## جمعیت
این روستا در دهستان زازران قرار دارد و براساس سرشماری مرکز آمار ایران در سال ۱۳۸۵، جمعیت آن ۱٬۶۶۸ نفر (۴۳۱خانوار) بوده‌است.